# MOA 미술관
MOA 미술관(MOA美術館 에무오에비주쓰칸[*])은 일본 시즈오카현 아타미시에 있는 미술관이다. 오카다 모키치의 수집품을 전시하고 있다.